# Syðrugøta
Syðrugøta este un oraș din Insulele Faroe.